# Annika Beck
Annika Beck (Gießen, 16 febbraio 1994) è un'ex tennista tedesca.

## Carriera

### Junior
Inizia a giocare all'età di 4 anni. Il più importante risultato a livello giovanile lo ottiene all'Open di Francia 2012. Nello Slam parigino si presenta infatti come seconda testa di serie ed arriva facilmente alla finale senza concedere un set alle avversarie. Nell'incontro decisivo concede il primo set a Anna Schmiedlová per poi vincere i due successivi per 7–5, 6–3.

### 2009- 2012: Professionista, top 100
Fa il suo esordio nel circuito WTA al E-Boks Open 2012 dove riesce a superare le qualificazioni per il tabellone principale. Viene però eliminata al primo turno con un doppio 6–4 da Petra Martić.
Due mesi dopo fa un altro importante esordio, riesce infatti ad accedere per la prima volta al tabellone principale di un torneo del Grande Slam. Alle qualificazioni per il torneo di Wimbledon supera, senza concedere un set, Elica Kostova, Yvonne Meusburger e Petra Rampre. Al primo turno viene però sconfitta da Vol'ha Havarcova.
Supera le qualificazioni anche per il BGL Luxembourg Open 2012 e nel tabellone principale riesce a sconfiggere Barbora Strýcová, prima di arrendersi a Lucie Hradecká. Termina l'anno in top 100, alla 89° posizione.

### 2013
Nel 2013, raggiunge i quarti al Shenzhen Open. Esce al secondo turno agli Australian Open. Ad aprile raggiunge la semifinale al BNP Paribas Katowice Open.
In ottobre arriva alla prima finale WTA, in Lussemburgo dove si arrende all'ex numero uno al mondo, Caroline Wozniacki.

### 2014: Primo titolo WTA
Inizia l'anno a Shenzen dove raggiunge sorprendentemente la semifinale, battendo nell'ordine: Ajla Tomljanović, Viktorija Golubic, e Patricia Mayr-Achleitner. Nell'incontro per accedere alla finale perde da Li Na, futura vincitrice del torneo. A Hobart perde al primo turno da Bojana Jovanovski. Al primo grande slam dell'anno, gli Australian Open, batte al primo turno Petra Martić con un doppio bagel, per 6–0 6–0, ma viene fermata al secondo da Ana Ivanović. A Parigi perde al primo turno contro Martic. A Doha batte Mona Barthel e Cvetana Pironkova prima di arrendersi a Simona Halep, futura vincitrice del torneo. A Dubai, dopo aver superato le qualificazioni, batte l'australiana Samantha Stosur, ma si arrende al secondo turno a Wozniacki. Ad Indian Wells batte al primo turno Stefanie Vögele in tre set e al secondo supera Elena Vesnina sempre in tre set. Al terzo turno subisce un doppio bagel da Radwanska. A Miami viene subito eliminata dalla giapponese Kurumi Nara. A Katowice, dopo aver superato Barthel, viene eliminata da Klára Koukalová. Sulla terra rossa di Stoccarda si ferma al primo turno contro Roberta Vinci, ed esce all'esordio anche a Madrid e a Roma. A Norimberga batte la Čepelová, ma al secondo turno subisce una netta sconfitta da Barthel. Al Roland Garros non va oltre il primo turno contro Pironkova. A 's-Hertogenbosch raggiunge i quarti, battuta da Rybarikova. A Wimbledon si ferma al primo turno contro la specialista su erba Jie Zheng. A Bucarest si arrende al primo turno contro Lara Arruabarrena-Vecino. A Bastad, dov'è testa di serie numero 6, il suo cammino si interrompe al secondo turno, nuovamente contro Arruabarrena. Raggiunge un primo turno a Montréal e un secondo turno a Cincinnati. A New Haven si ferma nelle qualificazioni mentre agli US Open esce al primo turno contro Sloane Stephens. Dopo 4 primi turni di fila, ottiene la prima vittoria nel circuito WTA in ottobre, per il secondo anno consecutivo nel BGL Luxembourg Open e, a differenza dell'edizione precedente, riesce a conquistare il titolo sconfiggendo con un netto 6–2, 6–1 la ceca Barbora Záhlavová-Strýcová.

### 2015: titolo WTA a Quebec City, top 100
Il 2015 della teutonica si avvia a Shenzen dove pesca al primo turno la testa di serie numero 1 Simona Halep dalla quale perde, in un match lottato, 4–6, 6–4, 6–3. Partecipa poi al torneo australiano di Hobart dove coglie la prima vittoria dell'anno contro Jana Čepelová, ma perde al turno successivo dall'italiana Vinci. Agli Australian Open viene sconfitta al primo turno dalla spagnola Sílvia Soler Espinosa. Ad Anversa batte al primo turno Karin Knapp, ma al secondo soccombe alla numero 8 del tabellone Karolína Plíšková. A Dubai viene eliminata al primo turno dalla Diyas per 6–2, 6–2. Stessa sorte le capita a Doha, questa volta sconfitta dalla cinese Wang Qiang. Ad Indian Wells viene battuta da Lesja Curenko. A Miami raggiunge il secondo turno, dove viene estromessa da Karolína Plíšková. Poi arrivano 5 primi turni di fila: a Katowice, Stoccarda, Praga,. Madrid e Norimberga. Interrompe la striscia negativa al Roland Garros, dove esordisce sconfiggendo la ex numero 2 del mondo Agnieszka Radwanska, per 6–2, 3–6, 6–1, riprendendosi la rivincita rispetto al doppio bagel subito nel 2014. Al secondo turno supera agevolmente un'altra polacca, Paula Kania. La corsa della teutonica si arresta al terzo turno, sconfitta da Elina Svitolina. Ad 's-Hertogenbosch trova i primi quarti di finale della stagione, battendo Johanna Larsson  e Klára Koukalová. Nel corso dei quarti si arrende a Jelena Janković, in due set netti. A Wimbledon esce al primo turno contro Kirsten Flipkens. A Bucarest esce all'esordio contro Andreea Mitu mentre a Gastein si piega ai quarti di finale contro Anna Karolína Schmiedlová. Partecipa in seguito al torneo di Florianopolis dove giunge in semifinale senza perdere un set. Qui affronta la testa di serie numero 5 Bethanie Mattek-Sands: e, dopo una battaglia di 2h e 22 minuti, Beck si impone in 3 set, per 7–6(8), 4–6, 6–3. Il 1º agosto gioca la terza finale WTA della carriera contro Teliana Pereira che sfrutta il crollo nel terzo set della tedesca vincendo per 6–4, 4–6, 6–1. In seguito Beck partecipa alle qualificazioni sia del torneo di Cincinnati che di New Haven ma, in entrambi i casi, non riesce ad accedere al tabellone principale. All'US Open non va oltre il primo turno, fermata da Jelena Ostapenko in tre set. La settimana successiva disputa il torneo di Quebec City, dove è accreditata della 5ª testa di serie. Arriva in semifinale senza perdere neppure un set. Qui affronta la campionessa in carica Mirjana Lučić-Baroni che la tedesca supera in tre set. In finale vince agevolmente con un doppio 6–2 contro la lettone Jelena Ostapenko conquistando il secondo titolo in carriera. Partecipa poi al torneo di Tashkent dove è accreditata della prima testa di serie: al primo turno sconfigge Elizaveta Kuličkova, mentre al secondo si impone su Jana Čepelová. Ai quarti la sua avventura si interrompe inaspettatamente per mano di Bojana Jovanovski. A Linz e a Lussemburgo non supera il primo turno mentre nell'ITF di Poitiers si arrende al secondo turno all'austriaca Tamira Paszek. Chiude l'anno a Limoges, dove perde al primo turno da Louisa Chirico. In termini di ranking, termina l'annata al numero 56 del mondo.

### 2016: ottavi all'Australian Open
Avvia il 2016 a Shenzhen, dove è accreditata dell'ottava testa di serie. Tuttavia perde al primo turno contro Alison Riske. Si presenta poi a Hobart dove ottiene la prima vittoria dell'anno contro Kurumi Nara fuorché venir eliminata al turno successivo da Kiki Bertens. Dopodiché partecipa agli Australian Open e al primo turno travolge la wild-card di casa Priscilla Hon (6–0, 6–3). Al secondo turno vince, a sorpresa, contro Timea Bacsinszky. Al terzo turno batte la connazionale Laura Siegemund, raggiungendo per la prima volta in carriera gli ottavi di finale di un torneo dello slam. In questa circostanza affronta un'altra tedesca, Angelique Kerber, la quale si impone nettamente per 6–4, 6–0. Viene poi convocata per disputare il primo turno del Gruppo Mondiale della Fed Cup 2016 contro la Svizzera. Beck entra in campo sul 2–1 per le elvetiche e disputa il singolare contro Bacsinszky. Per la seconda volta nell'anno la teutonica ha la meglio in 2 set. Tuttavia la Germania perderà 3–2. A San Pietroburgo sconfigge Lucie Hradecká, ma esce al secondo turno per mano di Belinda Bencic. A Doha e a Kuala Lumpur va fuori al primo turno mentre ad Indian Wells estromette Bethanie Mattek-Sands, mentre al turno successivo si arrende alla Svitolina. A Miami, invece, perde subito contro Margarita Gasparjan. Nel torneo di casa di Stoccarda, con il quale inaugura la stagione su terra, supera Camila Giorgi in 2 set, mentre al secondo turno viene nuovamente battuta da Kerber. Successivamente viene eliminata al primo turno in 3 occasioni consecutive (Rabat, Madrid e Roma). Si riprende a Norimberga dove sconfigge nettamente Teliana Pereira e Nicole Gibbs mentre ai quarti di finale estromette Ana Lena Friedsam. In semifinale cede a Mariana Duque Mariño. In seguito prende parte al Roland Garros dove all'esordio si impone su Maryna Zanevska e al secondo ottiene la vittoria ai danni di Kateryna Bondarenko. Si arrende al terzo turno contro Irina-Camelia Begu. A Wimbledon vince una partita molto lunga con Heather Watson (12–10 al terzo set in poco meno di tre ore). Al secondo turno infligge una sconfitta alla bielorussa Sasnovich mentre ai sedicesimi viene battuta da Serena Williams, che concede alla tedesca 3 giochi appena. Dopo i Championships fa tappa a Gstaad, dove è 5º testa di serie. Il suo cammino si interrompe ai quarti, quando perde dall'astro nascente elvetico Rebeka Masarova per 7–5, 6–2. Chiude la stagione sul rosso a Bastad, dove nel frattempo raggiunge il suo best-ranking al numero 37. Nel torneo svedese sconfigge in due set Sorana Cirstea e Anastasija Sevastova mentre ai quarti viene superata da Johanna Larsson. A Montréal esce all'esordio contro Daria Gavrilova. Alle Olimpiadi di Rio de Janeiro partecipa al singolare femminile, ma cede all'esordio alla croata Ana Konjuh. A Cincinnati passa dalle qualificazioni e batte al primo turno Julija Putinceva, ma al secondo turno il suo torneo si interrompe per via di Simona Halep. A New Haven si qualifica per il main-draw, ma al primo turno le sue ambizioni terminano per mano di Eugenie Bouchard. Agli US Open estromette la qualificata Nadia Podoroska in due set, mentre al secondo turno perde contro Elena Vesnina. Dopo 3 sconfitte all'esordio a Quebeq City, Wuhan e Beijing, la teutonica raggiunge il secondo turno a Linz contro Dominika Cibulková. Chiude l'anno a Lussemburgo, nel quale esce subito per mano di Kiki Bertens. A livello di ranking, termina la stagione al numero 53 del mondo.

### 2017
La tedesca apre la nuova annata a Auckland, dove perde subito contro Naomi Ōsaka. A queste si aggiungono altre 2 sconfitte al primo turno: a Hobart e agli Australian Open (contro Barty per 6–4, 7–5). Coglie la prima vittoria stagionale a San Pietroburgo dove, al primo turno, si prende la rivincita su Bertens, vincendo in tre set. Al secondo turno, tuttavia, viene sconfitta da Julija Putinceva.

## Statistiche WTA

### Singolare

#### Vittorie (2)
| Legenda               |
| --------------------- |
| Grande Slam (0)       |
| Ori Olimpici (0)      |
| WTA Finals (0)        |
| Premier Mandatory (0) |
| Premier 5 (0)         |
| Premier (0)           |
| International (2)     |

| N. | Data              | Torneo                           | Superficie    | Avversaria in finale       | Punteggio |
| 1. | 18 ottobre 2014   | BGL Luxembourg Open, Lussemburgo | Cemento (i)   | Barbora Záhlavová-Strýcová | 6–2, 6–1  |
| 2. | 20 settembre 2015 | Coupe Banque Nationale, Québec   | Sintetico (i) | Jeļena Ostapenko           | 6–2, 6–2  |

#### Sconfitte (2)
| Legenda               |
| --------------------- |
| Grande Slam (0)       |
| Argenti Olimpici (0)  |
| WTA Finals (0)        |
| Premier Mandatory (0) |
| Premier 5 (0)         |
| Premier (0)           |
| International (2)     |

| N. | Data            | Torneo                               | Superficie  | Avversaria in finale | Punteggio     |
| 1. | 20 ottobre 2013 | BGL Luxembourg Open, Lussemburgo     | Cemento (i) | Caroline Wozniacki   | 2–6, 2–6      |
| 2. | 2 agosto 2015   | WTA Brasil Tennis Cup, Florianópolis | Terra rossa | Teliana Pereira      | 4–6, 6–4, 1–6 |

### Doppio

#### Vittorie (1)
| Legenda               |
| --------------------- |
| Grande Slam (0)       |
| Ori Olimpici (0)      |
| WTA Finals (0)        |
| Premier Mandatory (0) |
| Premier 5 (0)         |
| Premier (0)           |
| International (1)     |

| N. | Data          | Torneo                               | Superficie  | Compagna        | Avversarie in finale       | Punteggio   |
| 1. | 2 agosto 2015 | WTA Brasil Tennis Cup, Florianópolis | Terra rossa | Laura Siegemund | María Irigoyen Paula Kania | 6–3, 7–6(1) |

#### Sconfitte (2)
| Legenda               |
| --------------------- |
| Grande Slam (0)       |
| Argenti Olimpici (0)  |
| WTA Finals (0)        |
| Premier Mandatory (0) |
| Premier 5 (0)         |
| Premier (0)           |
| International (2)     |

| N. | Data            | Torneo                             | Superficie  | Compagna        | Avversarie in finale              | Punteggio        |
| 1. | 12 ottobre 2014 | Generali Ladies Linz, Linz         | Cemento (i) | Caroline Garcia | Ioana Raluca Olaru Anna Tatišvili | 2–6, 1–6         |
| 2. | 17 luglio 2016  | Ladies Championship Gstaad, Gstaad | Terra rossa | Evgenija Rodina | Lara Arruabarrena Xenia Knoll     | 1–6, 6–3, [8–10] |

## Statistiche ITF

### Singolare

#### Vittorie (7)
| Torneo 100 000 $ (0) |
| Torneo 75 000 $ (3)  |
| Torneo 50 000 $ (1)  |
| Torneo 25 000 $ (2)  |
| Torneo 10 000 $ (1)  |

| N. | Data              | Torneo                                                                 | Superficie    | Avversaria in finale | Punteggio        |
| 1. | 31 gennaio 2010   | Segro International Um Den Cup Der Deutschen Vermögensberatung, Kaarst | Cemento (i)   | Audrey Bergot        | 6–2, 7–5         |
| 2. | 26 febbraio 2012  | Winter Moscow Open, Mosca                                              | Cemento (i)   | Kirsten Flipkens     | 6–1, 7–5         |
| 3. | 8 luglio 2012     | Reinert Open, Versmold                                                 | Terra rossa   | Anastasija Sevastova | 6–3, 6–1         |
| 4. | 12 agosto 2012    | Flanders Ladies Trophy Koksijde, Koksijde                              | Terra rossa   | Bibiane Schoofs      | 6–1, 6–1         |
| 5. | 23 settembre 2012 | AEGON Pro Series Shrewsbury, Shrewsbury                                | Cemento (i)   | Stefanie Vögele      | 6–2, 6–4         |
| 6. | 28 ottobre 2012   | Büschl Open, Ismaning                                                  | Sintetico (i) | Eva Birnerová        | 6–3, 7–6(8)      |
| 7. | 4 novembre 2012   | AEGON Pro Series Barnstaple, Barnstaple                                | Cemento (i)   | Eléni Daniilídou     | 6(1)–7, 6–2, 6–2 |

#### Sconfitte (3)
| Torneo 100 000 $ (0) |
| Torneo 75 000 $ (0)  |
| Torneo 50 000 $ (0)  |
| Torneo 25 000 $ (2)  |
| Torneo 10 000 $ (1)  |

| N. | Data             | Torneo                                  | Superficie  | Avversaria in finale | Punteggio     |
| 1. | 22 novembre 2009 | Open Feminin 50, Équeurdreville         | Cemento (i) | Constance Sibille    | 4–6, 2–6      |
| 2  | 5 febbraio 2012  | AEGON Pro Series Sunderland, Sunderland | Cemento (i) | Sarah Gronert        | 6–3, 2–6, 3–6 |
| 3  | 25 marzo 2012    | AEGON Pro Series Bath, Bath             | Cemento (i) | Kiki Bertens         | 4–6, 6–3, 3–6 |

## Grand Slam Junior

### Singolare

#### Vittorie (1)
| Tornei del Grande Slam  |
| ----------------------- |
| Australian Open (0)     |
| Open di Francia (1)     |
| Torneo di Wimbledon (0) |
| US Open (0)             |

| N. | Data          | Torneo                  | Superficie  | Avversaria in finale      | Punteggio     |
| 1. | 8 giugno 2012 | Open di Francia, Parigi | Terra rossa | Anna Karolína Schmiedlová | 3–6, 7–5, 6–3 |

## Risultati in progressione
| Sigla | Risultato               |
| ----- | ----------------------- |
| V     | Vincitore               |
| F     | Finalista               |
| SF    | Semifinalista           |
| O     | Oro olimpico            |
| A     | Argento olimpico        |
| SF    | Bronzo olimpico         |
| QF    | Quarti di Finale        |
| 4T    | Quarto turno            |
| 3T    | Terzo turno             |
| 2T    | Secondo turno           |
| 1T    | Primo turno             |
| RR    | Round Robin             |
| LQ    | Turno di qualificazione |
| A     | Assente                 |
| ND    | Non disputato           |

| Legenda superfici    |
| -------------------- |
| Cemento              |
| Terra battuta        |
| Erba                 |
| Superficie variabile |

### Singolare
| Torneo                 | 2012 | 2013 | 2014 | 2015 | 2016 | 2017 | V–S   |
| ---------------------- | ---- | ---- | ---- | ---- | ---- | ---- | ----- |
| Tornei del Grande Slam |      |      |      |      |      |      |       |
| Australian Open        | A    | 2T   | 2T   | 1T   | 3T   | 1T   | 4–5   |
| Open di Francia        | Q1   | 2T   | 1T   | 3T   | 3T   | 1T   | 5–5   |
| Wimbledon              | 1T   | 2T   | 1T   | 1T   | 3T   | 1T   | 3–6   |
| US Open                | Q1   | 1T   | 1T   | 1T   | 2T   | 1T   | 1–5   |
| Vittorie-sconfitte     | 0–1  | 3–4  | 1–4  | 2-4  | 7-4  | 0-4  | 13-21 |

### Doppio
| Torneo                 | 2013 | 2014 | 2015 | 2016 | 2017 | V–S  |
| ---------------------- | ---- | ---- | ---- | ---- | ---- | ---- |
| Tornei del Grande Slam |      |      |      |      |      |      |
| Australian Open        | 1T   | 2T   | 1T   | 1T   | 2T   | 2–5  |
| Open di Francia        | 1T   | 2T   | 2T   | 1T   | 1T   | 2–5  |
| Wimbledon              | 1T   | 1T   | A    | 2T   | A    | 1–3  |
| US Open                | 1T   | 1T   | 1T   | 1T   | A    | 0–4  |
| Vittorie-sconfitte     | 0–4  | 2–4  | 1-3  | 1-4  | 1-2  | 5-17 |

## Vittorie contro giocatrici Top 10
| Stagione | 2014 | Totale |
| Vittorie | 1    | 1      |

| #    | Giocatrice   | Ranking | Evento                  | Superficie | Turno | Punteggio     | Rank. ABR |
| ---- | ------------ | ------- | ----------------------- | ---------- | ----- | ------------- | --------- |
| 2014 |              |         |                         |            |       |               |           |
| 1.   | Simona Halep | 3       | Rosmalen Open, Rosmalen | Erba       | 2T    | 5–7, 3–2 rit. | 55        |